# كلية الميكانيكا والرياضيات بجامعة موسكو الحكومية
كلية الميكانيكا والرياضيات (بالروسية: Механико-математический факультет) هي إحدى الكليات لجامعة موسكو الحكومية. تأسست عام 1933.

## أهم المدرسين الحاليين والسابقين
- نظرية الأعداد،
- الجبر،
- الطوبولوجيا،
- التحليل الحقيقي، أندريه كولموغوروف.
- التحليل العقدي،
- المعادلات التفاضلية العادية، فلاديمير أرنولد.
- المعادلات التفاضلية الجزئية،
- حساب التغيرات،
- التحليل الدالي، أندريه كولموغوروف.
- نظرية الاحتمال، أندريه كولموغوروف.
- الهندسة التفاضلية،
- الرياضيات المتقطعة،
- الميكانيكا النظرية وهندسة الميكاترونيات،
- الديناميكا الهوائية وجريان الموائع،
- نظرية الموجة،
- ميكانيكا المواد الصلبة

## وصلات خارجية
- الموقع الرسمي للكلية (باللغة الروسية)